# Acontia caeruleopicta
Acontia caeruleopicta is een vlinder van de familie van de uilen (Noctuidae). De wetenschappelijke naam van deze soort is voor het eerst voorgesteld als Hoplotarache caeruleopicta door George Francis Hampson in een publicatie uit 1916.
De soort komt voor in het Afrotropisch gebied waaronder Saudi-Arabië, Djibouti, Ethiopië, Somalië, Kenia en Tanzania.